# Израильско-палестинские отношения
Израильско-палестинские отношения — двусторонние отношения между Израилем и частично признанным государством Палестиной, которое включает в себя две территории: сектор Газа и Западный берег реки Иордан. Дипломатические отношения между странами не установлены, Израиль не признаёт независимость Палестины как государства до окончательного разрешения вопросов о границах, столице и беженцах, а Палестинская национальная администрация не признаёт право Израиля на существование в качестве еврейского государства. Тем не менее, между израильскими и палестинскими властями есть постоянный контакт и множество договорённостей, а также торговые отношения. Протяжённость границы между Израилем и сектором Газа составляет 59 км, а с Западным берегом реки Иордан — 330 км.

## История
Государство Палестина было провозглашено 15 ноября 1988 года в городе Алжире на внеочередной сессии Национального совета Палестины. В качестве юридически-правовой основы этого акта была объявлена резолюция Генеральной Ассамблеи ООН № 181 (II) от 29 ноября 1947 года о разделе Палестины на арабское и еврейское государства. При этом, 13 сентября 1993 года в результате Соглашений в Осло между Израилем и Организацией освобождения Палестины (ООП) была подписана Декларация о создании Временной Палестинской самоуправляемой администрации (ПНА). Израиль, и 55 государств, членов Организации Объединённых Наций (ООН) не признали его. Страны, не признавшие независимость государства Палестина, полагают, что вопрос о его создании должен быть решён лишь в результате прямых переговоров между Израилем и ПНА. Израиль обладает фактическим военным контролем над значительной частью даже той территории, где власть официально осуществляет Палестинская национальная администрация. При этом значительные территории на Западном берегу реки Иордан, а также Восточный Иерусалим являются предметом спора между израильтянами и палестинцами.

## Экономические отношения

### Общая характеристика
В 2015 году ВВП Израиля на душу населения составлял более 35 000 долларов США при уровне безработицы около 5 %. Израиль является членом Организации экономического сотрудничества и развития, в стране создан благоприятный климат для занятия предпринимательством. В Государстве Палестине не сформирована полностью независимая экономическая система от Израиля, в частично признанное государство почти не поступает прямых иностранных инвестиций. В 2015 году Израиль занимал 19-е место в рейтинге индекса развития человеческого потенциала ООН среди 188 стран, Государство Палестина располагалось на 114-м месте. Основным поступлением бюджетных средств в экономику Государства Палестины является сельское хозяйство, помощь международного сообщества, оплачиваемый труд в Израиле и других государствах.

### Израильско-палестинское сотрудничество
В последние годы между государствами было предпринято несколько попыток наладить совместное экономическое сотрудничество. В 1996 году было организовано совместное израильско-палестинское предприятие по производству и продаже оливкового масла — «Оливки мира». В рамках этого проекта израильтяне и палестинцы совместно руководят бизнесом. Оливковое масло продается на мировом рынке под торговой маркой «Оливки мира». В 2008 году американская транснациональная компания Cisco вложила денежные средства в развитие информационных технологий на территории Палестины. Компания инвестировала 15 миллионов долларов США в этом направлении и привлекла других крупных международных инвесторов, включая Microsoft, HP и Google. В 2008 году доля Ай-Ти технологий в экономике Палестины составляла 0,8 % от ВВП, а в 2010 году уже 5 % ВВП тех пор палестинский сектор информационных технологий вырос с 0,8 % ВВП в 2008 году до 5 % в 2010 году.
В октябре 2009 года стартовал новый проект по продвижению туризма между Израилем и Государством Палестиной. Центром по продвижению деловой инициативы стал город Дженин. Имеются планы по созданию совместной индустриальной зоны, палестинцы будут производить ремесленные изделия и продавать их через региональный совет Гильбоа в другие регионы мира. Другим возможным проектом является создание совместного языкового центра, в котором израильтяне и палестинцы будут преподавать друг другу арабский язык и иврит, а также различные аспекты их культурного наследия. С 2010 года израильские Ай-Ти компании нанимают на работу палестинских инженеров. Большинство из них являются внештатными работниками, но компания Mellanox планировала нанять 15-20 палестинских инженеров в качестве постоянных сотрудников.
В 2011 году товарооборот между Израилем и Палестиной составил сумму 4,3 млрд долларов США (экспорт товаров из Израиля в Палестину 3,5 млрд долларов США, экспорт товаров из Палестины в Израиль 816 млн долларов США). По словам Надера Тамими, председателя Ассоциации традиционных отраслей промышленности в Палестинской автономии, между израильтянами и палестинцами происходят регулярные контакты в деловой среде. В 2012 году на конференции организованной факультетом бизнеса и менеджмента в Университете имени Бен-Гуриона израильские и палестинские бизнесмены обсуждали трансграничное содействие в торговле. Израильское правительство прилагает усилия для развития экономики Палестины, а также пообещало предоставить палестинским инвесторам страхование от рисков и возможность беспрепятственно посещать страну. В 2013 году товарооборот между Израилем и Палестиной составил сумму в 5 млрд долларов США. Рост товарооборота привел к созданию Иерусалимского арбитражного центра. Центр будет специализироваться как независимое учреждение, специализирующееся на рассмотрении арбитражных дел между израильтянами и палестинцами.
В 2014 году 1 из 6 палестинцев был безработным. Представитель Всемирного банка на Западном берегу реки Иордан и секторе Газа Стин Лау Йоргенсен заявил, что руководителям палестинского государства и правительству Израиля необходимо принимать решительные меры для создания благоприятного экономического климата на данных территориях. В 2015 годy израильское и палестинское правительства продолжили налаживать экономическое сотрудничество на Западном берегу реки Иордан, включая ограниченную двустороннюю торговлю, передачу товаров из Израиля в Палестину, поставку электричества и воды, пропуск палестинских рабочих на работу в Израиль. В январе 2015 года Израиль отказал выплачивать пособия палестинцам в ответ на заявление правительства Палестины в Международный уголовный суд. Активисты движения ФАТХ в ответ организовали бойкот израильских товаров.

## Водные ресурсы
В 2006 году потребление израильтянами пресной воды составляло 170 кубических метров на душу населения. Потребление пресной воды жителями Западного берега реки Иордан оценивалось в 100 кубических метров на душу населения в год. С 1967 года средние показатели потребления пресной воды на Ближнем Востоке падают из-за последствий изменения климата. Разрыв в потреблении пресной воды между израильтянами и палестинцами значительно увеличился за последние десять лет. Отчасти это произошло из-за того, что около 1,2 млн жителей сектора Газа имеют ограниченный доступ к питьевой воде. Израиль не принимает участия в вопросах распределения водных ресурсов сектора Газа. По мнению правительства Израиля водных ресурсов сектора Газа должно хватать на нужды населения этой территории.
В 2010 году ХАМАС, правящее движение в секторе Газа, приступило к осуществлению программы развития инфраструктуры, одной из целей которой стало стремление сделать сектор Газа более самодостаточным с точки зрения водоснабжения. Программа не была осуществлена, так как Израиль полагал, что туннели и другая инфраструктура будут использованы в террористических целях. В настоящее время около 90 % потенциально питьевой воды в секторе Газа непригодно для употребления. У жителей сектора Газа нет подходящего оборудования и инфраструктуры для использования имеющихся водных ресурсов территории. Израиль поставляет пресную воду на Западный берег реки Иордан в размере 53 млн кубических метров в год. Около 1/3 от общего объёма поставки воды приходится на Mekorot (национальное водное агентство Израиля). Большая часть поставляемой воды используется для нужд сельскохозяйственного сектора Западного берега реки Иордан.